# Eging am See

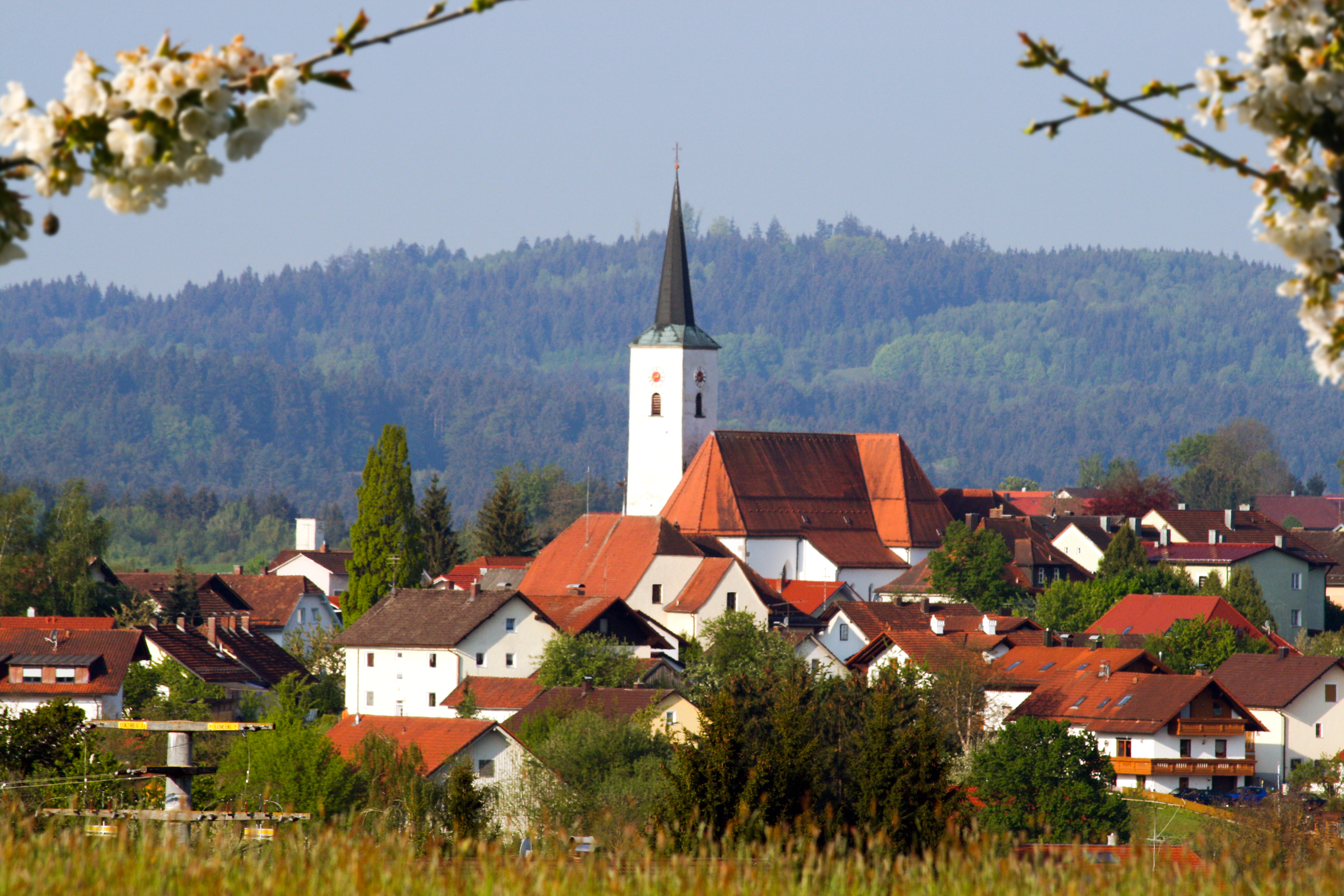
Ortsansicht auf Eging am See

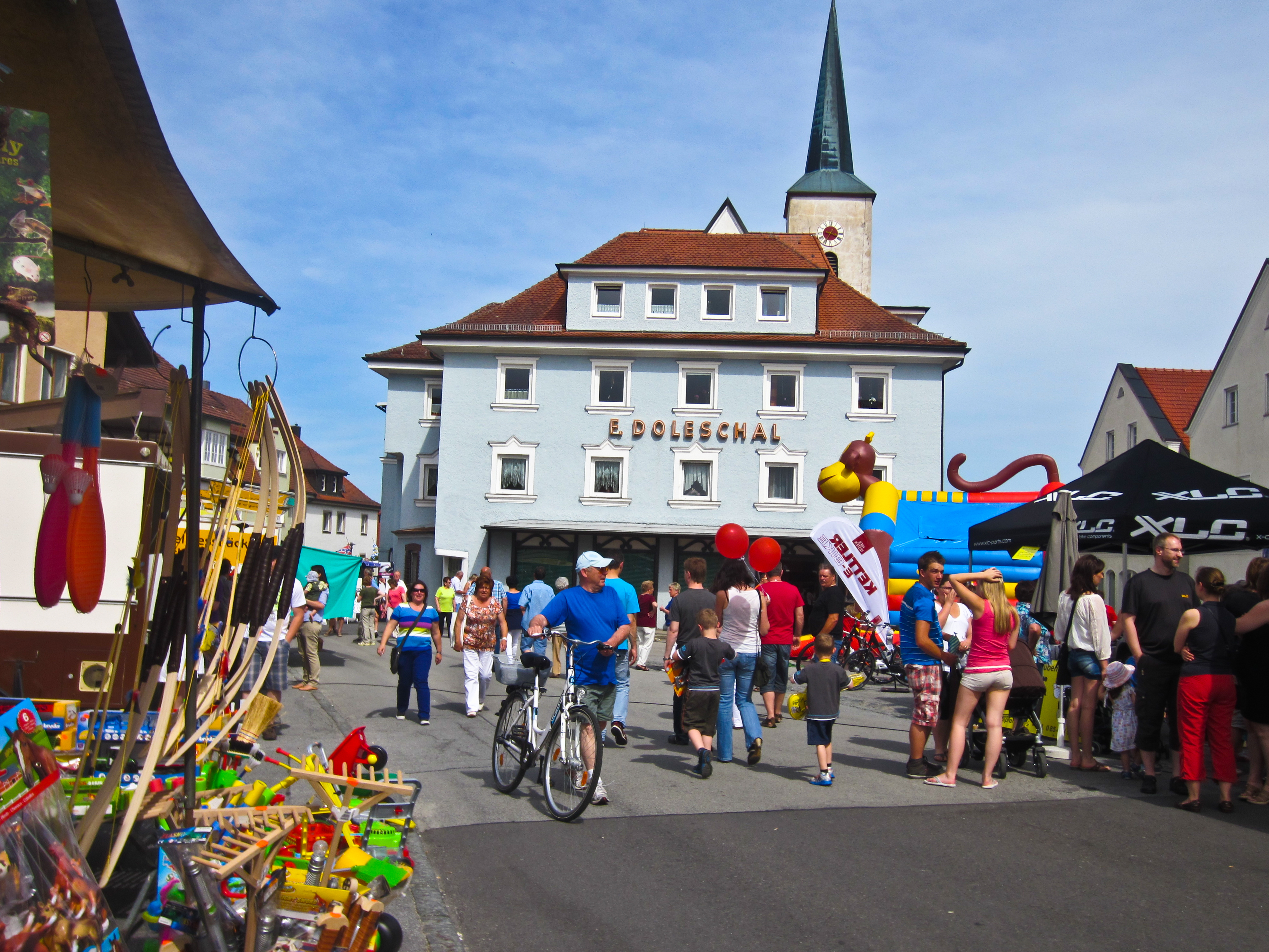
Pfingstmarkt am Marktplatz

Eging am See (amtlich: Eging a.See) ist ein Markt im niederbayerischen Landkreis Passau und staatlich anerkannter Luftkurort.

## Geographie

### Geographische Lage
Die Marktgemeinde liegt in der Planungsregion Donau-Wald im südlichen Bayerischen Wald, genauer im Dreiburgenland. Die Ortschaft befindet sich 15 km nordöstlich von Vilshofen an der Donau, 27 km nordwestlich von Passau, 25 km südwestlich von Grafenau und 30 km südöstlich von Deggendorf. Zur nächsten Anschlussstelle der Bundesautobahn 3 in Garham sind es nur 6 km.

### Gemeindegliederung
Es gibt 30 Gemeindeteile, die sich auf die zwei Gemarkungen Eging am See und Garham (Gemarkungsteil in der Gemeinde Eging am See – ein weiterer Gemarkungsteil liegt in der Gemeinde Hofkirchen) verteilen:
| Gemarkung Eging am See | Gemarkung Eging am See | Gemarkung Garham |
| --- | --- | --- |
| - Alzenhof - Alzenmühle - Eging am See - Einzendobl - Gaisruck - Gaisruckmühle - Harmering - Hörmannsdorf - Kollmering - Kroißenhof | - Kroißenmühle - Loipfering - Märzing - Neuloipfering - Otting - Passerting - Ritzging - Rohrbach - Rohrbachholz - Ruberting | - Altenreit - Böhmöd - Burgstall - Hartmannsreit - Hofstetten - Jederschwing - Kalling - Mühlholz - Mühlreit - Rannetsreit |

### Nachbargemeinden
- Außernzell (Landkreis Deggendorf)
- Thurmansbang (Landkreis Freyung-Grafenau)
- Fürstenstein (Landkreis Passau)
- Aicha vorm Wald (Landkreis Passau)
- Hofkirchen (Landkreis Passau)
- Windorf (Landkreis Passau)

## Geschichte

### Bis zur Gemeindegründung
Aus der Jungsteinzeit gibt es Fundorte in Hofstetten und Mühlreit im Gemeindegebiet von Eging. Doch von den darauffolgenden Jahrtausenden wurde keinerlei Siedlungsüberreste entdeckt.
Im Frühmittelalter gehörte das Gebiet der heutigen Gemeinde Eging zum sogenannten Nordwald, dem Wald nördlich der Donau, der heutige Bayerische Wald. Dies war Königsforst, auf dem sich siedlungswillige Bauern, wahrscheinlich aus dem bereits bewohnten Süden und Westen, als „Königsleute“ ansiedeln konnten. Dies geschah vor allem auf dem Gebiet der heutigen Gemeinden Eging, Fürstenstein, Aicha vorm Wald, Tittling, Witzmannsberg und Neukirchen vorm Wald. In Oberpolling war die Königssteuer im Kataster auf einem Anwesen bis ins 19. Jahrhundert eingetragen.
Ein Mann namens Egino rodete wohl um die Jahrtausendwende den Wald und gründete Eging. „Egning“, wie es damals hieß, bedeutet übersetzt so viel wie „bei den Leuten des Egino“.
Um 1300 wurde Eging das erste Mal urkundlich in einem herzoglichen Urbar als Grundbesitz des Hochstifts Bamberg aufgeführt, so wie 78 weitere sogenannte Babenberger Güter.
Im 16. Jahrhundert führte die „Gulden Straß“ durch den Ort Eging; eine bayerische Konkurrenz zu den Passauer Goldenen Steigen, eine Salzsäumerstraße, die aber bald wieder geschlossen wurde.
In den Jahren 1623 und 1633, während des Dreißigjährigen Kriegs, plünderten Schweden in Eging und Fürstenstein. In den Jahren 1627, 1627 und 1648/1649 wütete hier die Pest. Während des Österreichischen Erbfolgekriegs plünderten die Panduren im Jahr 1742 Eging.
Ein lange Jahrhunderte bedeutender Grundherr, das bambergische Kloster Altenmarkt, wurde 1784 aufgehoben. Die Kurfürstin Maria Anna erwarb die Güter und richtete das Damenstift St. Anna ein. Nördlich der Donau wurden die ehemaligen Güter des Klosters in der Hofmark Ranfels zusammengefasst. 1803 folgte die Säkularisation in Bayern. 1806 wurde das Gebiet Englfing/Schöllnach im Westen bis zur Ilz im Osten zum Landgericht Passau geschlagen. Die Bildung der politischen Gemeinden erfolgte mit dem Gemeindeedikt von 1818. Zur Gemeinde Eging im Landgericht Passau gehörten seitdem die Orte Albersdorf, Alzenhof, untere Einzendoblmühle, Gaisruck, Gaisruckmühle, Harmering, Kollmering, Kroissenhof, Kroißenmühle, Loipfering, Obereging, Otting, Passerting, Preinting, Ritzging, Ruberting und Untereging.

### 19. Jahrhundert
Im Jahr 1879 wurde die Gemeinde auf eigenen Wunsch dem Landgericht Vilshofen zugeteilt. 1899 kamen die Ortschaften Märzing, Hörmannsdorf und Rohrbach von der Gemeinde Außernzell zur Gemeinde Eging.

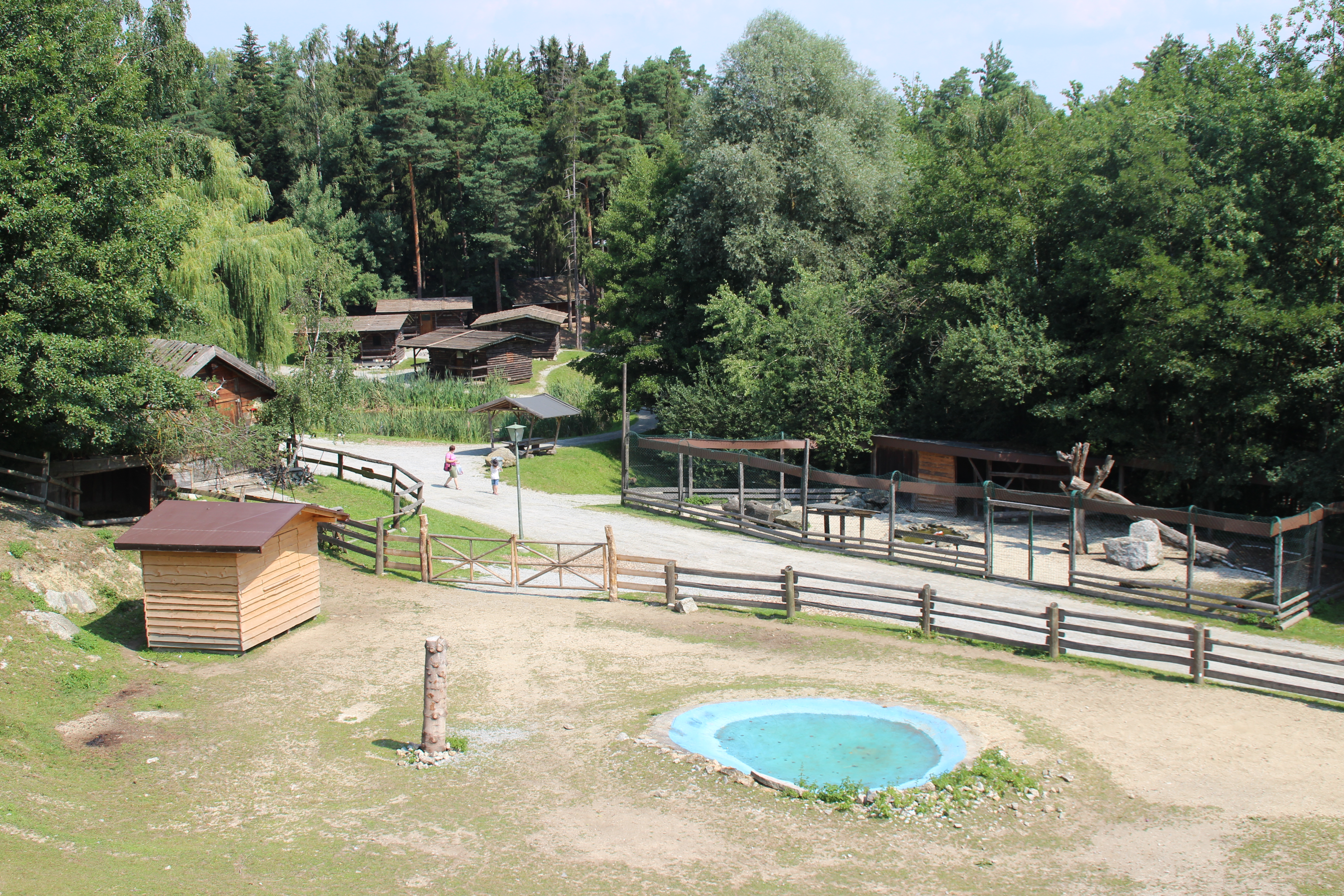
Pullman City

### 20. Jahrhundert
Die Eisenbahnstrecke Deggendorf-Eging-Kalteneck wurde ab Sommer 1910 gebaut. Die 20,75 Kilometer lange Strecke zwischen Kalteneck und Eging wurde am 26. November 1913 feierlich eröffnet. Das Mittelstück der Strecke wurde am 1. August 1914 eröffnet. Viele Soldaten fuhren über die Bahnstrecke zu ihren Einsatzorten im Ersten Weltkrieg.
Am 3. Februar 1944 stürzte in Eging eine Junkers Ju 88 (Kennzeichen GC+UP) durch einen Blitzschlag ab. Das Flugzeug sollte nach erfolgter Reparatur in Dessau zu einer Flugschule überführt werden.
Am Ende des Zweiten Weltkrieges wurde zwar ein Volkssturm zur Verteidigung gegen anrückende US-Truppen einberufen. Nach dem Abzug der SS wurde das Dorf kampflos übergeben. Für Opfer des Evakuierungszuges aus dem KZ Buchenwald in Nammering wurde in Eging ein KZ-Friedhof angelegt. Dort sind laut Gedenktafel 170 unbekannte KZ-Opfer dieses Todesmarsches begraben.
Im Jahr 1953 wurde Eging zum Markt erhoben. 1956 wurden die vier Ortschaften Obereging, Untereging, Albersdorf und Preinting zum Ort Eging vereinigt. Am 17. März 1978 wurde der Ortsname um den Namenszusatz „a.See“ erweitert. Im Jahre 1997 wurde es als Luftkurort anerkannt.

### Eingemeindungen
Am 1. Mai 1978 wurde der nordöstliche Teil der aufgelösten Gemeinde Garham mit den Gemeindeteilen Altenreit, Böhmöd, Burgstall, Hartmannsreit, Hofstetten, Jederschwing, Kalling, Mühlholz, Mühlreit und Rannetsreit eingegliedert.

### Einwohnerentwicklung
Im Zeitraum 1988 bis 2018 wuchs der Markt von 3252 auf 4278 um 1026 Einwohner bzw. um 31,6 %.
| Jahr | Einwohner |
| ---- | --------- |
| 1961 | 2526      |
| 1970 | 2917      |
| 1987 | 3208      |
| 1991 | 3370      |
| 1995 | 3587      |
| 2000 | 3742      |
| 2005 | 3932      |
| 2010 | 3983      |
| 2015 | 4269      |

## Politik

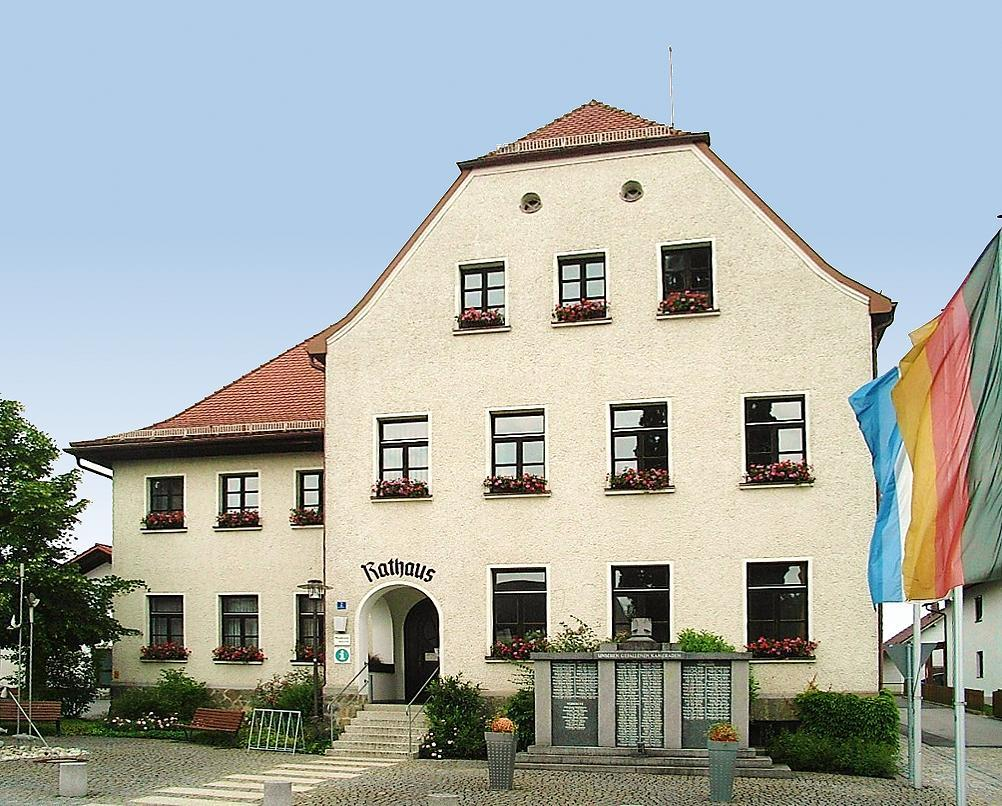
Rathaus

### Marktgemeinderat
Der Marktgemeinderat (16 Sitze) setzt sich seit der Kommunalwahl am 15. März 2020 wie folgt zusammen:
- ÜW/FWG: 8 Sitze
- CSU: 6 Sitze
- SPD: 2 Sitze

### Bürgermeister
| Jahr      | Politiker    |
| --------- | ------------ |
| 1958–1990 | Josef Geier  |
| seit 2008 | Walter Bauer |

Erster Bürgermeister seit 1. Mai 2008 ist Walter Bauer (ÜW/FWG), im März 2014 wurde er mit 77,3 % der gültigen Stimmen wiedergewählt. Am 15. März 2020 wurde er mit 78,3 % der Stimmen für weitere sechs Jahre im Amt bestätigt.

## Baudenkmäler

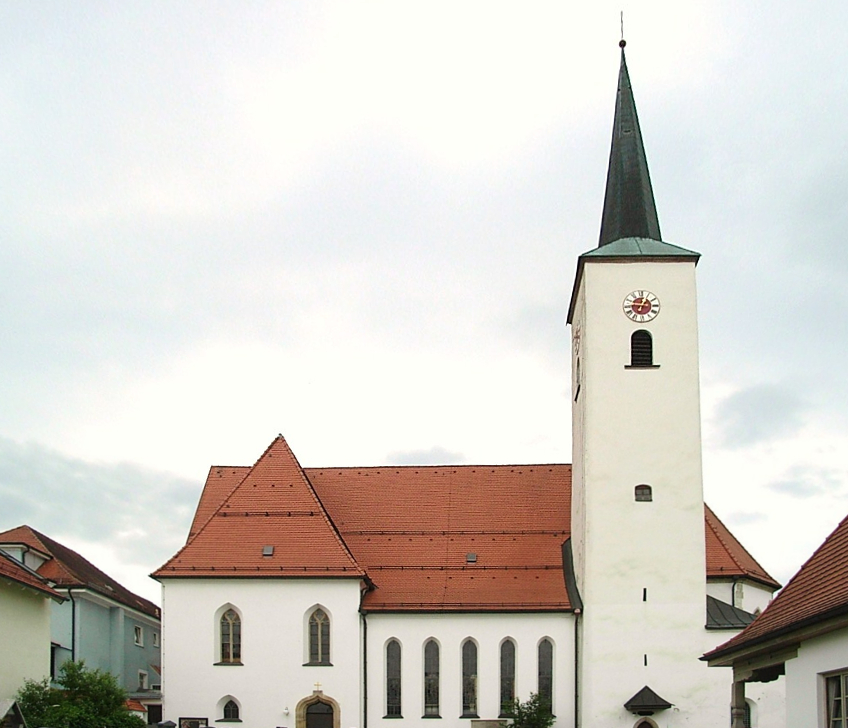
Pfarrkirche St. Ägidius aus dem 16. Jahrhundert

### Wappen
| Wappen von Eging am See | Blasonierung: „Über grünem Schildfuß, darauf aufgeschichtete silberne Pflastersteine, in Silber zwei bewurzelte grüne Tannen.“ |
| Wappen von Eging am See | Wappenbegründung: Die haufenartig aufgeschichteten behauenen Steine verweisen auf die wirtschaftliche Bedeutung des Eginger Granits, aus dem früher in handwerklicher, seit den 1920er-Jahren verstärkt in industrieller Fertigung Pflastersteine hergestellt wurden. Diesem Wirtschaftszweig verdankte die Gemeinde ihr Aufblühen. Die zwei Tannen symbolisieren die Lage der Gemeinde im Bayerischen Wald. Anlässlich der Erhebung zum Markt im Jahr 1953 nahm Eging das Wappen an. |

## Wirtschaft und Infrastruktur

### Arbeitsplätze
Im Jahre 2017 gab es in der Gemeinde 1688 sozialversicherungspflichtige Arbeitsplätze. Von der Wohnbevölkerung standen 1723 Personen in einem versicherungspflichtigen Beschäftigungsverhältnis. Damit war die Zahl der Auspendler geringfügig um 35 Personen größer als die der Einpendler. 85 Einwohner waren arbeitslos.

### Landwirtschaft
Im Jahre 2016 gab es 31 landwirtschaftliche Betriebe. Von der Gemeindefläche waren 581 Hektar landwirtschaftlich genutzt.

### Tourismus

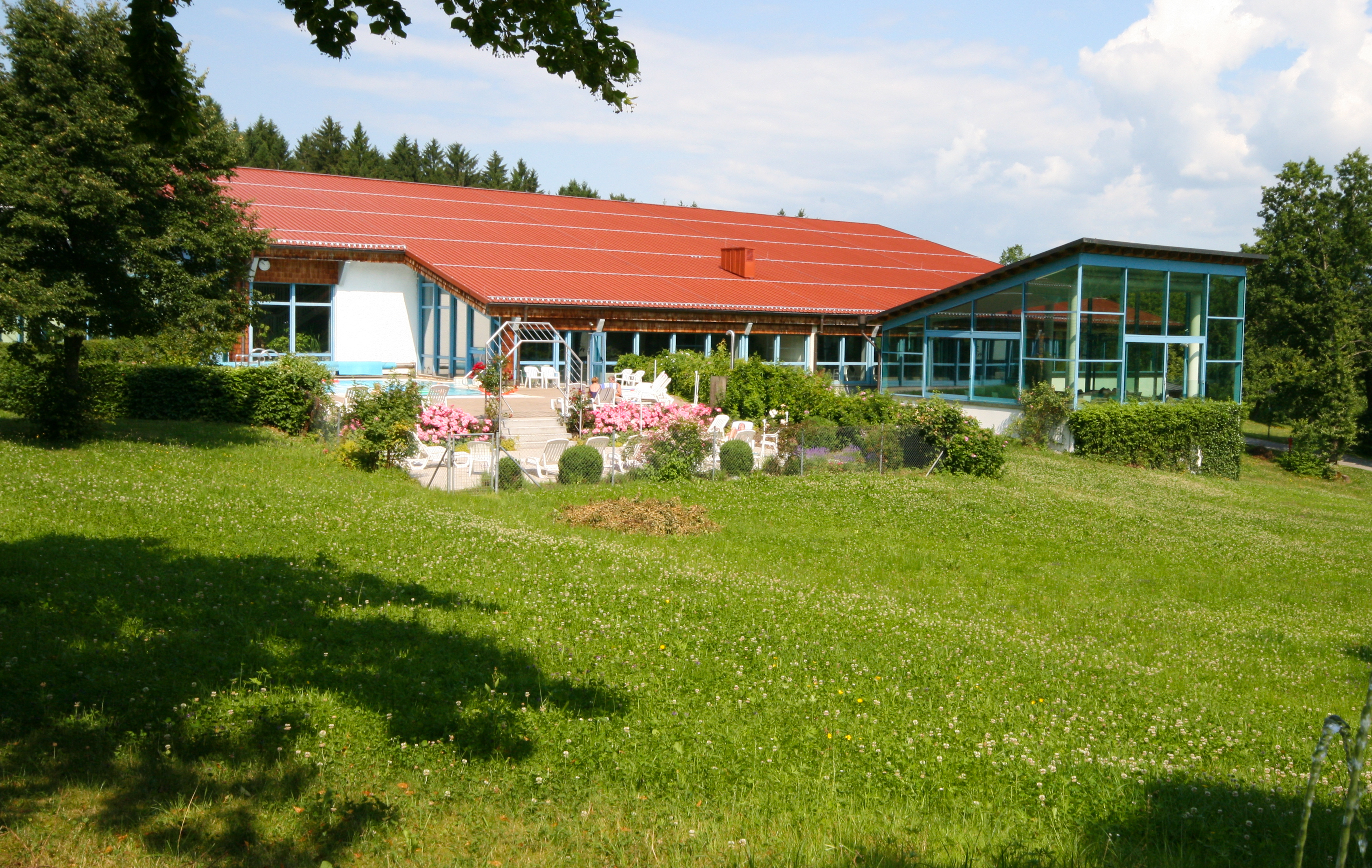
Sonnentherme

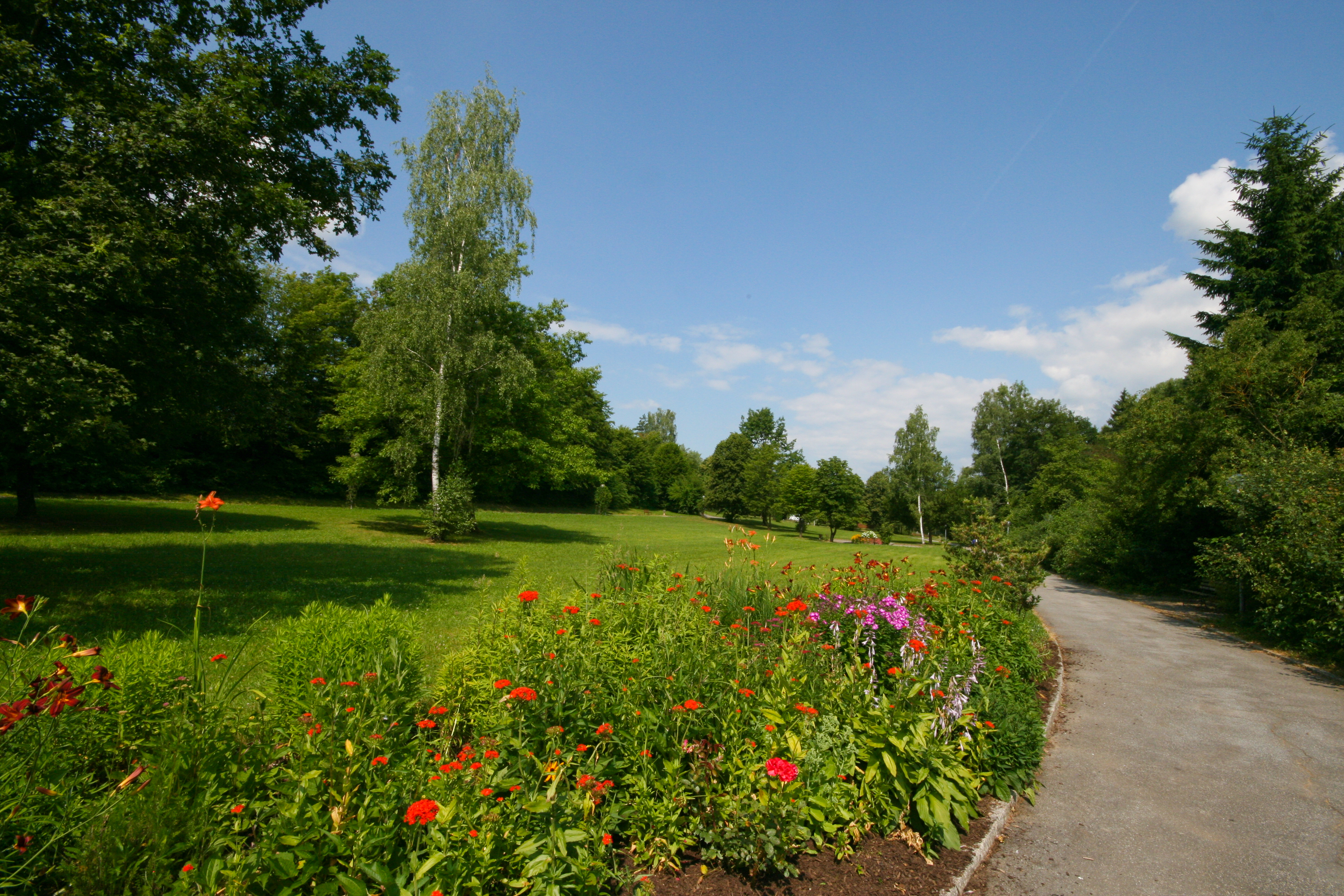
Kurpark

Eging bietet Touristen den Eginger See, eine Sonnentherme (Kurbad), viele Einkaufsmöglichkeiten, Parks sowie Wanderwege und Radwege in der Hügellandschaft. 1997 wurde die Freizeit- und Westernstadt Pullman City eröffnet. Am 21. Januar 2024 richtete ein Feuer dort große Schäden an.
Im Jahre 2017 verzeichneten die elf Beherbergungsbetriebe mit mindestens zehn Betten insgesamt 39.809 Gästeankünfte und 97.460 Übernachtungen.

### Bildung
Es gibt folgende Einrichtungen (Stand: 2018):
- eine Kindertageseinrichtung mit 152 Kindergartenplätzen und 165 Kindern,
- zwei Volksschulen mit zusammen 19 Lehrern, zwölf Klassen und 263 Schülern.

### Verkehr
Eging liegt an der Staatsstraße 2126, die im weiteren Verlauf über die St 2119 nach etwa 6 Kilometern zur Anschlussstelle Garham / Vilshofen an der A3 führt. Die Grenze zu Österreich hinter Passau ist etwa 30 Kilometer entfernt. Durch den Ort führte früher die Bahnstrecke Deggendorf–Kalteneck, die heute auf diesem Abschnitt stillgelegt ist.

## Persönlichkeiten
- Christian Kummer (* 1945), Biologe und Philosoph, Jesuit